# آنا (فیلم ۲۰۱۵)
آنا (به انگلیسی: Anna) یک فیلم سینمایی درام کانادایی به کارگردانی چارلز-الیویه میشیاد که در سال ۲۰۱۵ اکران شد.  در این فیلم آنا موگلالیس در نقش آنا ، یک روزنامه نگار مشغول به کار در آسیا برای افشای حلقه قاچاق انسان که خودش ربوده شده توسط قاچاقچیان است ، بازی می کند. 

## بازیگران
- آنا موگلالیس در نقش Anna
- Pierre-Yves Cardinal در نقش Samuel
- پاسکال بوسیر در نقش Sophie
- Catherine St-Laurent در نقش Waitress
- Fred Nguyen در نقش Bodyguard
- Xiao Sun در نقش Xiao
- Igor Ovadis در نقش Igor
- Ben Holmquist در نقش Will

## انتشار
این فیلم در بیستمین جشنواره بین‌المللی فیلم بوسان کره جنوبی که از اول اکتبر تا ۱۰ اکتبر ۲۰۱۵ به نمایش درآمد.  